# Rachel DiPillo
Rachel Katherine DiPillo es una actriz estadounidense que nació el 26 de enero de 1991, en Flint (Míchigan). Creció en Nashville, Tennessee. Desempeñó el papel de Andie en la serie de TV Jane the Virgin y actualmente interpreta a la doctora Sarah Reese, en Chicago Med.

## Carrera
En 2015, DiPillo interpretó a Andie en la serie Jane the Virgin.
También se estrenó como comediante de la NBC en Cuckoo, con Michael Chicklis y Cheryl Hines , en la primavera de 2015 en el espacio de último análisis, antecedentes de proyecto.
DiPillo está interpretando actualmente a Sarah Reese, en Chicago Med, que se estrenó el 17 de noviembre de 2015.

## Filmografía
| Año  | Título                         | Personaje | Notas |
| ---- | ------------------------------ | --------- | ----- |
| 2010 | Elle: A Modern Cinderella Tale | Animadora |       |
| 2012 | Werewolf: The Beast Among Us   | Eva       |       |
| 2012 | Commencement                   | Rachel    |       |
| 2015 | Cuckoo                         | Rachel    |       |
| 2016 | Summer of 8                    | Emily     |       |
| 2021 | Hello, My Name Is Frank        | Laura     |       |

| Año       | Título             | Personaje        | Notas           |
| --------- | ------------------ | ---------------- | --------------- |
| 2009-2010 | Big Time Rush      | Niña bonita      | Recurrente      |
| 2010      | The Gates          | Lexie            | Recurrente      |
| 2011      | Law & Order: LA    | Sylvie Lester    |                 |
| 2011      | Love Bites         | Natasha          |                 |
| 2011      | Hawthorne          | Sarah Colton     |                 |
| 2011      | Wendy              | Fawn             |                 |
| 2012      | The Ropes          | Jenny            |                 |
| 2012      | Venganza           | Jaime Cardaci    |                 |
| 2012      | Bones              | Miranda Spedding |                 |
| 2013      | Emily Owens, M. D. | Allison McLeary  |                 |
| 2014      | Mad Men            | Sherry           |                 |
| 2015      | NCIS               | Chelsea          |                 |
| 2015      | Jane the Virgin    | Andie            |                 |
| 2015-2018 | Chicago Fire       | Sarah Reese      |                 |
| 2015–2018 | Chicago Med        | Sarah Reese      | Papel principal |
| 2016-2018 | Chicago, P. D.     | Sarah Reese      |                 |